# Antonio Fuertes Pascual
Antonio Fuertes Pascual (Benimàmet, Ciutat de València, 3 de desembre de 1929 - 5 de gener de 2015) va ser un futbolista valencià, que va jugar nou temporades com a davanter al primer equip del València CF, i un total de quinze a l'entitat, sent l'autor del gol mil del València en primera divisió. Tot i ser un davanter polivalent, la seua posició natural era la d'extrem dret.
Apodat com a Toñín, va jugar més de dos-cents partits amb l'equip merengot, amb qui va guanyar la Copa del Generalísimo de futbol 1953-54. La final la va guanyar el València CF per 3-0 contra el FC Barcelona, marcant Fuertes dos dels gols i donant-li l'assistència a Manolo Badenes en l'altre. En 1952 va disputar un partit amistós amb la selecció espanyola. En 1959 va fitxar per l'Elx CF, on es retiraria en 1961, si bé posteriorment encara jugaria a equips no-professionals.
Va destacar també com un dels millors jugadors aficionats de Pilota Valenciana del moment.